# Сан-Марцано-Олівето
Сан-Марцано-Олівето (італ. San Marzano Oliveto, п'єм. San Marsan) — муніципалітет в Італії, у регіоні П'ємонт,  провінція Асті.
Сан-Марцано-Олівето розташований на відстані близько 470 км на північний захід від Рима, 60 км на південний схід від Турина, 18 км на південний схід від Асті.
Населення — 1032 особи (2014).

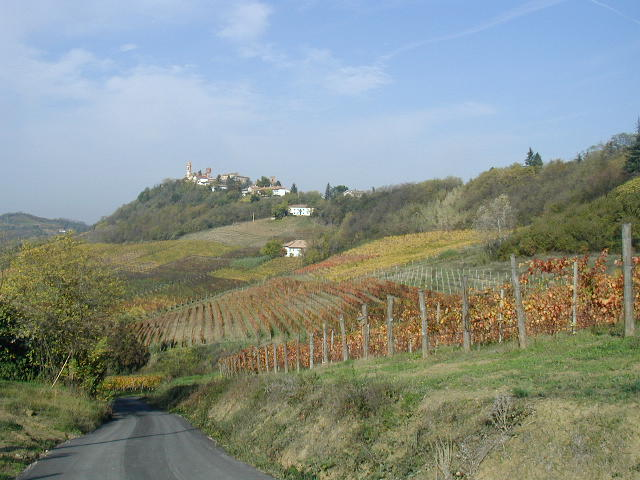

Щорічний фестиваль відбувається 22 липня. Покровитель — Maria Maddalena.

## Демографія
Населення за роками:

Станом на 1 січня 2023 року в муніципалітеті офіційно проживало 68 іноземців з 19 країн, серед них 27 громадян країн Євросоюзу.

## Сусідні муніципалітети
- Каламандрана
- Канеллі
- Кастельнуово-Кальчеа
- Моаска
- Ніцца-Монферрато